# Kamienka (Stará Ľubovňa)
Kamienka es un municipio del distrito de Stará Ľubovňa en la región de Prešov, Eslovaquia, con una población estimada a final del año 2024 de 1341 habitantes.
Se encuentra ubicado al noroeste de la región, cerca del río Poprad (cuenca hidrográfica del río Vístula) y de la frontera con  Polonia.

## Demografía
| Año        | 1994 | 2004    | 2014    | 2024    |
| ---------- | ---- | ------- | ------- | ------- |
| Población  | 1440 | 1409    | 1376    | 1341    |
| Diferencia |      | −2,15 % | −2,34 % | −2,54 % |

| Año        | 2023 | 2024    |
| ---------- | ---- | ------- |
| Población  | 1327 | 1341    |
| Diferencia |      | +1,05 % |